# Robert Kurrle

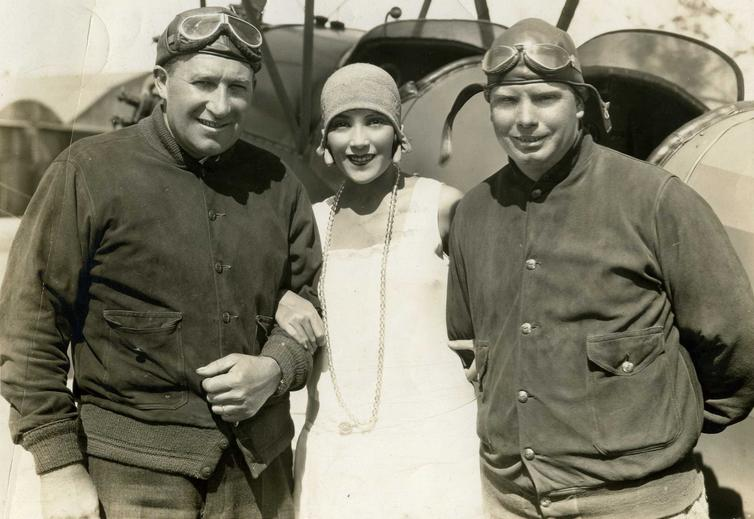
Sur le tournage de Ramona (1928), avec Dolores del Río et l'aviateur Charles Lippiat (à d.)

Robert Bard Kurrle est un directeur de la photographie américain, né le 2 février 1890 à Port Hueneme (Californie), mort le 27 octobre 1932 à Los Angeles — Quartier d'Hollywood (Californie).
Membre de l'ASC, il est généralement crédité Robert Kurrle, parfois Robert B. Kurrle.

## Biographie
Robert Kurrle débute comme chef opérateur sur Her Great Price, sorti en 1916 et réalisé par Edwin Carewe. Il retrouve celui-ci pour vingt-trois autres films américains (majoritairement muets), le dernier étant Resurrection (1931, version anglaise avec Lupe Vélez et John Boles), auquel s'ajoute une version espagnole titrée Resurrección (avec Lupe Vélez et Gilbert Roland). Entretemps, mentionnons Le Foyer qui s'éteint (coréalisé par John Ford, 1922, avec Percy Helton) et Ramona (version 1928, avec Dolores del Río et Warner Baxter). Notons aussi sa participation à une version muette de Resurrection (1927, avec Rod La Rocque et Dolores del Río), réalisée par le même Carewe.
Parmi les autres réalisateurs avec lesquels Robert Kurrle collabore, citons Henry King (Sackcloth and Scarlet, 1925, avec Alice Terry et Dorothy Sebastian), Raoul Walsh (Faiblesse humaine, 1928, avec Gloria Swanson et Lionel Barrymore), Merian C. Cooper (Les Quatre Plumes blanches, version 1929, avec Richard Arlen et Fay Wray), Lloyd Bacon (deux films, dont Jim le harponneur, 1930, avec John Barrymore et Joan Bennett), Michael Curtiz (trois films, dont L'Étrange Passion de Molly Louvain, 1932, avec Ann Dvorak et Lee Tracy) et Tay Garnett (Voyage sans retour, version 1932, avec William Powell et Kay Francis).
Le dernier de ses soixante-neuf films comme directeur de la photographie est Lawyer Man (en) de William Dieterle (avec William Powell et Joan Blondell), sorti le 7 janvier 1933, à peine plus de deux mois après sa mort prématurée, d'une infection généralisée du cerveau (indéterminée).

## Filmographie partielle
- 1916 : Her Great Price d'Edwin Carewe
- 1918 : The Trail to Yesterday d'Edwin Carewe
- 1918 : Boston Blackie's Little Pal d'E. Mason Hopper
- 1918 : No Man's Land de Will S. Davis
- 1919 : Lombardi, Ltd. de Jack Conway
- 1919 : L'Express 330 (Easy to Make Money) d'Edwin Carewe
- 1919 : Blind Man's Eyes de John Ince
- 1919 : The Lion's Den (en) de George D. Baker
- 1919 : One-Thing-At-a-Time O'Day de John Ince
- 1920 : Isobel or The Trail's End d'Edwin Carewe
- 1920 : The Right of Way (en) de John Francis Dillon
- 1921 : Deux Amours (Play Things of Destiny) d'Edwin Carewe
- 1921 : Une affaire mystérieuse (The Invisible Fear) d'Edwin Carewe
- 1921 : The Lure of Youth de Phil Rosen
- 1922 : Le Foyer qui s'éteint (Silver Wings) d'Edwin Carewe et John Ford
- 1922 : A Question of Honor d'Edwin Carewe
- 1923 : La Force du sang (All the Brothers Were Valiant) d'Irvin Willat
- 1924 : A Son of the Sahara d'Edwin Carewe
- 1924 : Madonna of the Streets d'Edwin Carewe
- 1924 : The Dramatic Life of Abraham Lincoln de Phil Rosen
- 1925 : Sackcloth and Scarlet d'Henry King
- 1925 : The Lady Who Lied d'Edwin Carewe
- 1926 : Wings of the Storm de John G. Blystone
- 1926 : High Steppers d'Edwin Carewe
- 1927 : Le Voile nuptial (The Stolen Bride) de Alexander Korda
- 1927 : Resurrection d'Edwin Carewe
- 1927 : Un déjeuner au soleil (Breakfast at Sunrise) de Malcolm St. Clair
- 1927 : The Tender Hour (en) de George Fitzmaurice
- 1928 : Ramona d'Edwin Carewe
- 1928 : Faiblesse humaine (Sadie Thompson) de Raoul Walsh
- 1928 : Vengeance (Revenge) d'Edwin Carewe et Joseph M. Schenck
- 1929 : Rio Rita (film, 1929) de Luther Reed
- 1929 : Les Quatre Plumes blanches (The Four Feathers) de Merian C. Cooper, Ernest B. Schoedsack et Lothar Mendes
- 1929 : Evangeline d'Edwin Carewe
- 1930 : Hit the Deck de Luther Reed
- 1930 : Sur la piste glacée (River's End) de Michael Curtiz
- 1930 : Moby Dick de Lloyd Bacon
- 1930 : Dancing Sweeties (en) de Ray Enright
- 1930 : The Furies (en) d'Alan Crosland
- 1930 : Maybe It's Love (en) de William A. Wellman
- 1931 : God's Gift to Women de Michael Curtiz
- 1931 : Resurrection (film, 1931) d'Edwin Carewe
- 1931 : La Route de Singapour (The Road to Singapore) d'Alfred E. Green
- 1931 : Illicit d'Archie Mayo
- 1931 : Her Majesty, Love de William Dieterle
- 1932 : Le Roi des allumettes (The Match King) de William Keighley et Howard Bretherton
- 1932 : Voyage sans retour (One Way Passage) de Tay Garnett
- 1932 : Jewel Robbery de William Dieterle
- 1932 : The Crooked Circle (en) d'H. Bruce Humberstone
- 1932 : Crooner de Lloyd Bacon
- 1932 : Winner Take All de Roy Del Ruth
- 1932 : L'Étrange Passion de Molly Louvain (The Strange Love of Molly Louvain) de Michael Curtiz
- 1932 : High Pressure de Mervyn LeRoy
- 1932 : The Expert d'Archie Mayo
- 1933 : Lawyer Man de William Dieterle

## Galerie photos

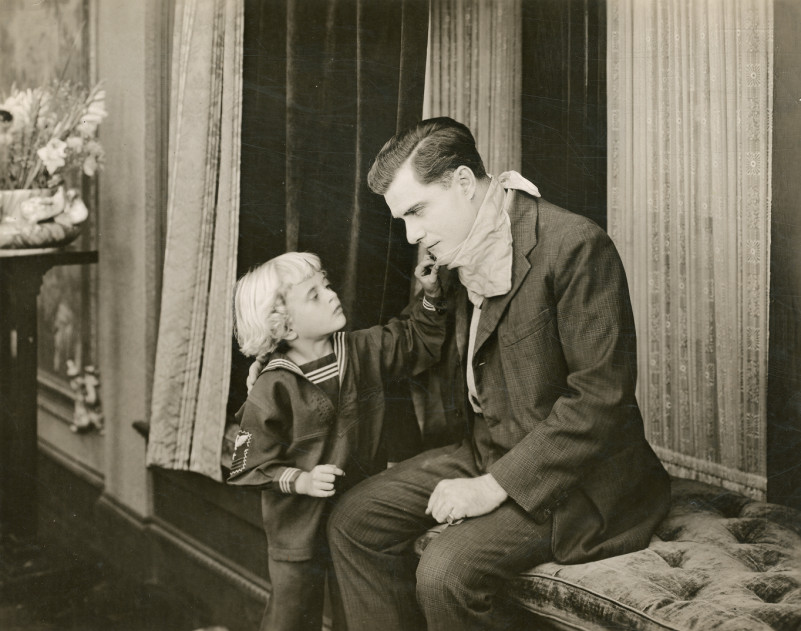
Boston Blackie's Little Pal (1918) : Joey Jacobs et Bert Lytell
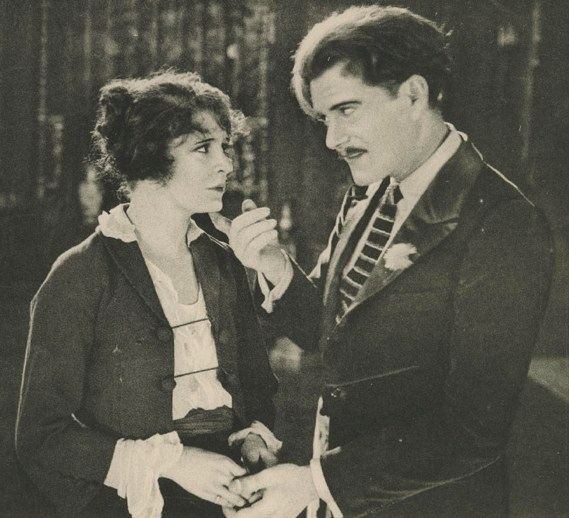
Lombardi, Ltd. (1919) : Alice Lake et Bert Lytell
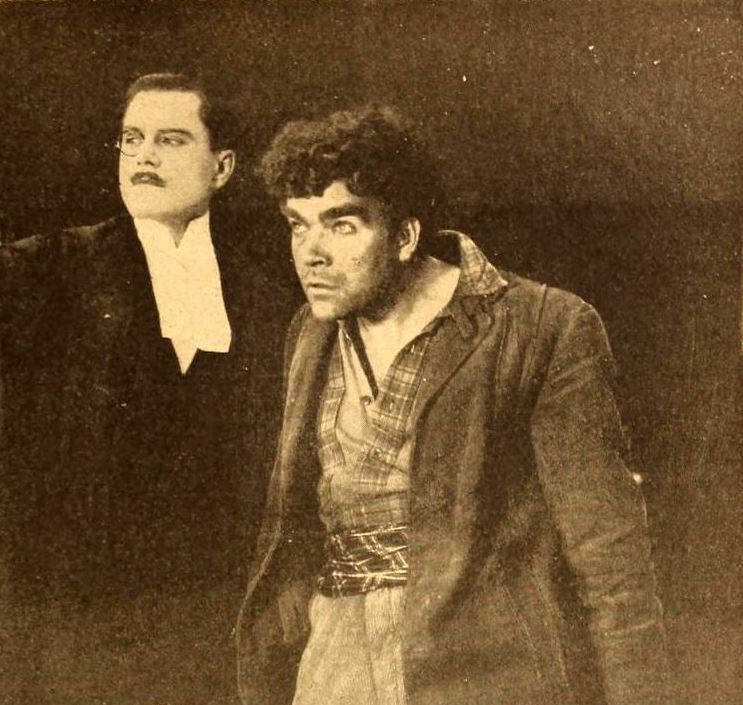
The Right of Way (en) (1920) : Bert Lytell et Gibson Gowland
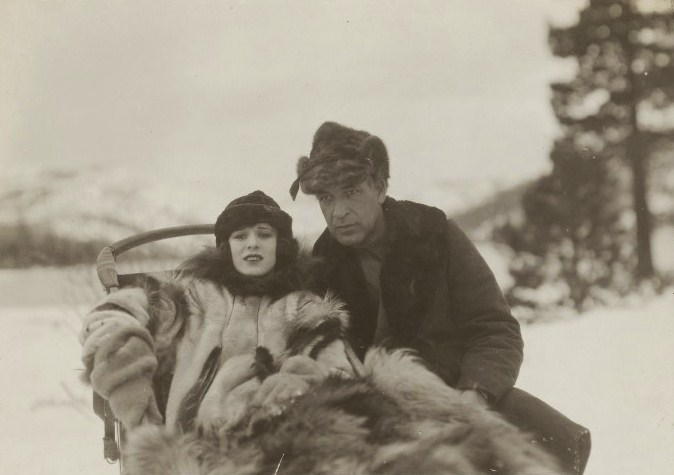
Deux amours (1921) : Anita Stewart et Herbert Rawlinson
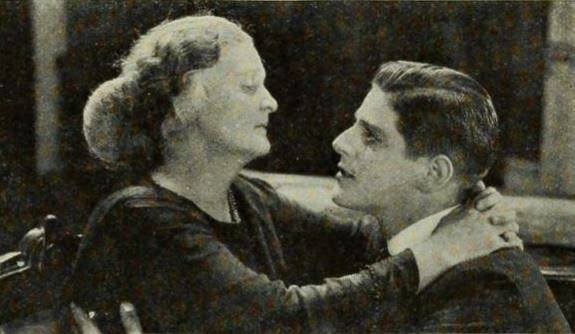
Le Foyer qui s'éteint (1922) : Mary Carr et Joseph Striker
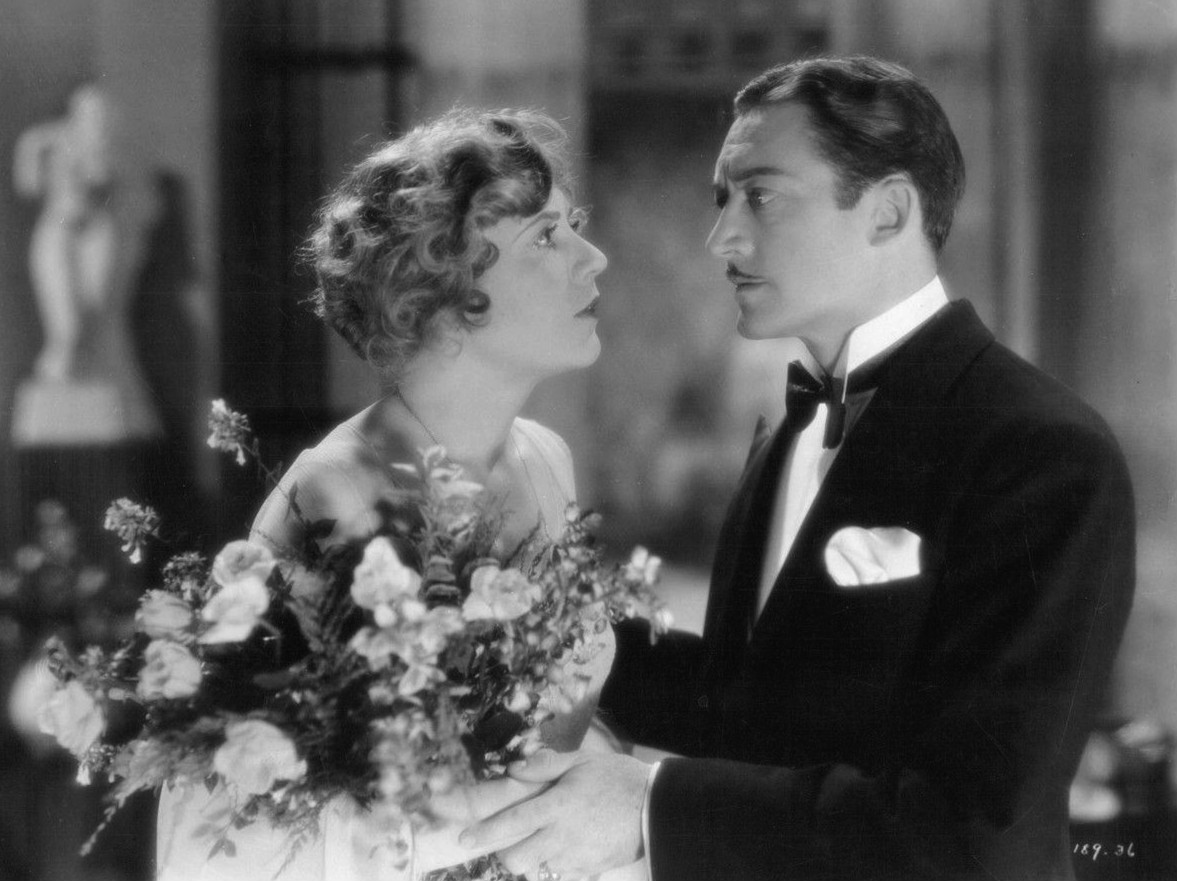
The Furies (1930) : Lois Wilson et Theodore von Eltz